# Дриженко Федір Кирилович
Федір Кирилович Дриженко (22 квітня (4 травня) 1858, Катеринослав, Російська імперія (нині Дніпро, Україна) — 16 квітня 1922, Красноярськ, РРФСР) — генерал Корпусу гідрографів Російської імперії, російський вчений-гідрограф, відомий дослідник озера Байкал.

## Біографія

### Юність
Народився в Україні у дворянській сім'ї. Батько — Кирило Олександрович Дриженко, секретар Дворянського депутатського зібрання, титулярний радник. Мати — Софія Ксенофонтівна Дриженко, уроджена Христофорова (Христофорови - грецького походження). За сімейними переказами, предки були запорожцями і їхнє прізвище походить від прізвища курінного отамана Дриж-Турського (або Дриго-Турського). На відзнаку в одній з турецьких воєн отаман був прозваний Турським і отримав дворянство. Згодом додаток до прізвища було втрачено, мабуть, через те, що не завжди відбивалося в документах.
У сім'ї, крім Федора, було ще п'ять синів.
Навчався у Катеринославській класичній гімназії, з п'ятого класу якої пішов, щоб вступити до Морського училища.
1873 року вступив до Санкт-Петербурзького морського училища. Влітку 1874 пішов у своє перше навчальне плавання на вітрильно-паровому навчальному корветі «Варяг», яким на той час командував капітан 2 рангу К.І. Єрмолаєв. Закінчив училище в 1877 у другому з випуску з середнім балом 11,5 (за 12-ти бальною системою), з Нахімовською премією (300 карбованців). Його прізвище та ім'я були занесені золотими літерами на білу мармурову дошку в галереї училища, він був проведений в корабельні гардемарини.

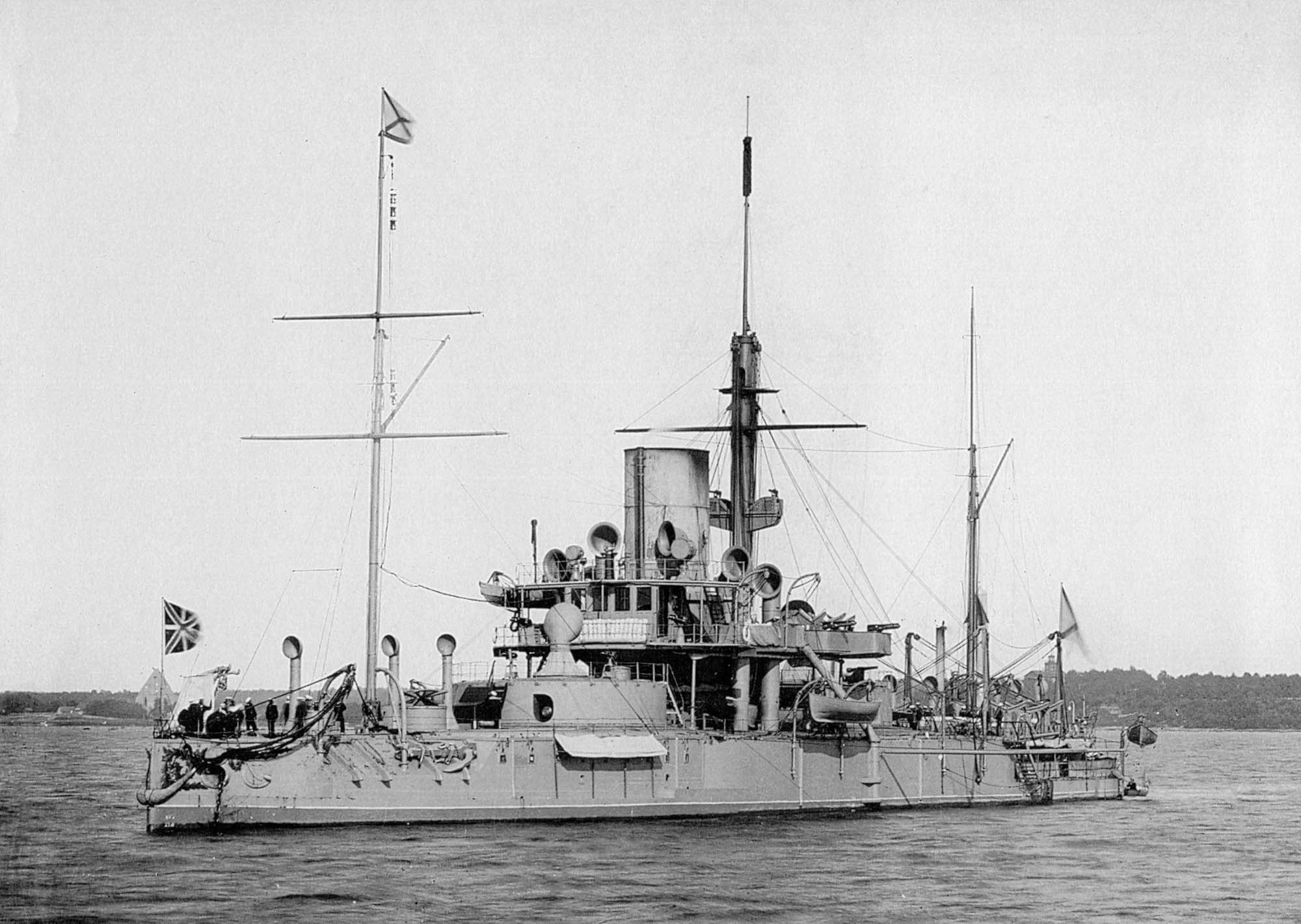
Броненосець «Петро Великий»

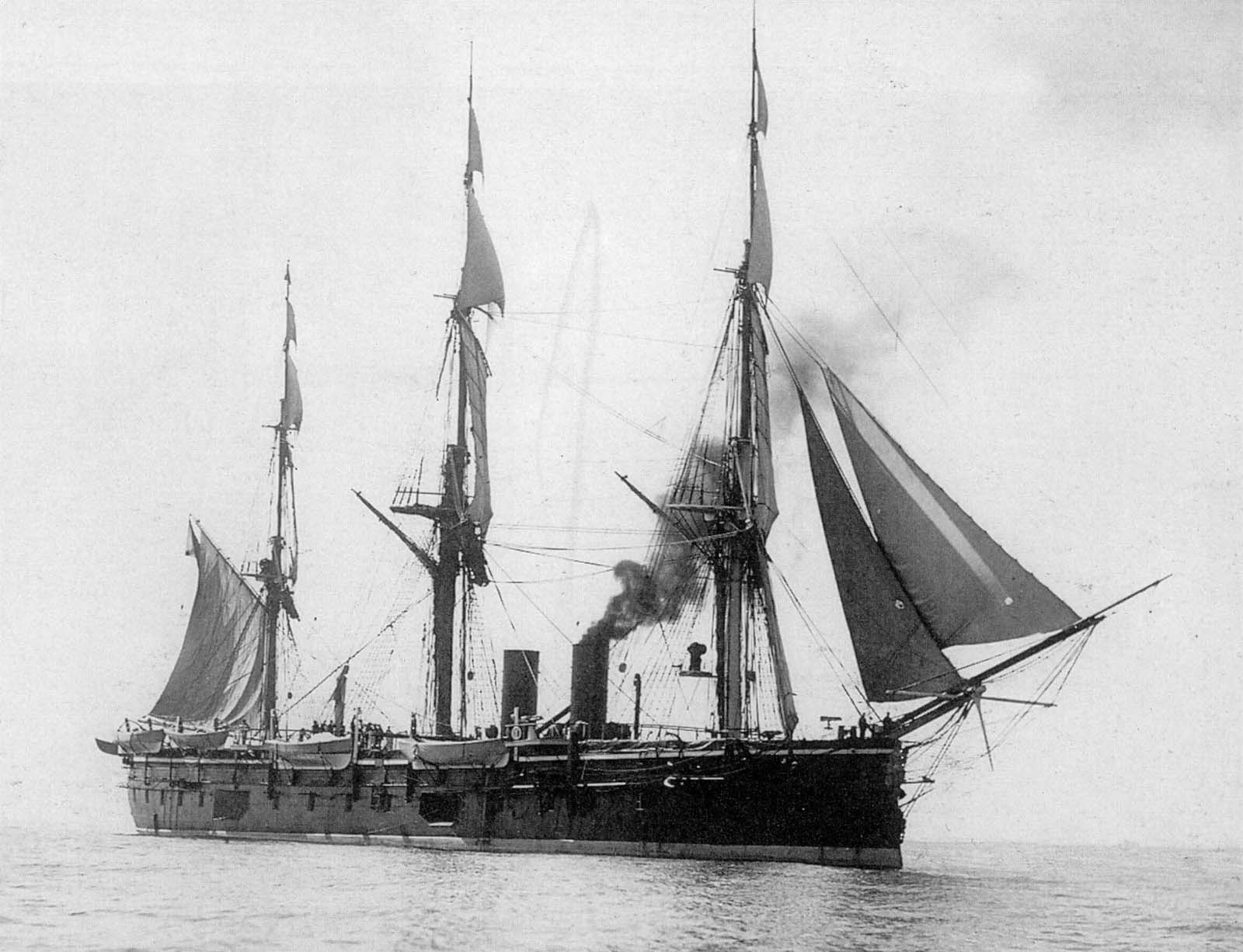
Фрегат «Князь Пожарський»

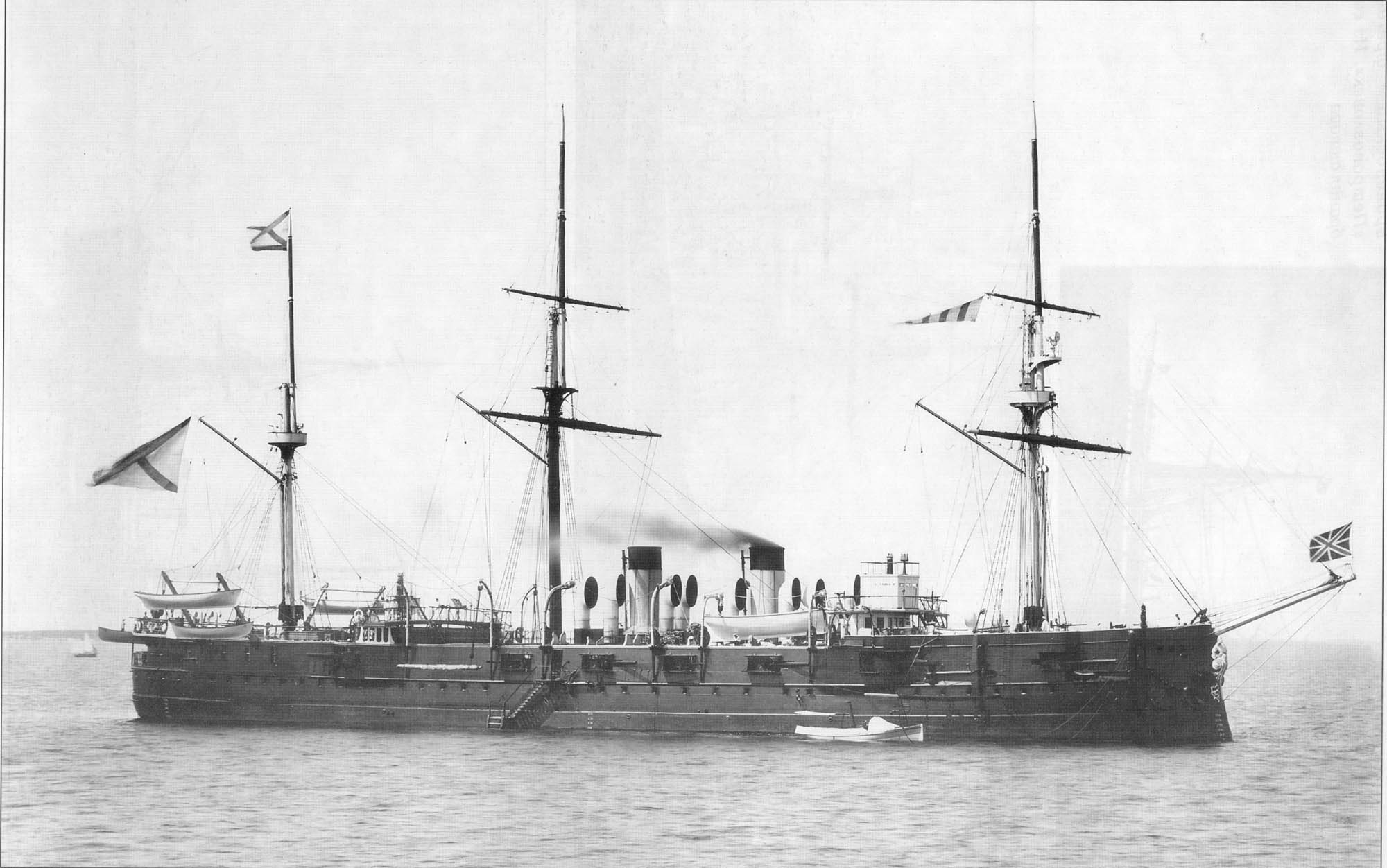
Фрегат «Мінін»

### Навколосвітнє плавання
Через наслідки Російсько-турецької війни замість традиційного навколосвітнього походу змушений був задовольнитися походом на броненосці «Петро Великий» Балтійським морем з 28 травня по 25 вересня 1877. Спочатку в плаванні разом з ним був його товариш по навчанню в училищі Ю.М. Шокальський, але в серпні він за власним бажанням перевівся на митний крейсер «Кречет».
22 квітня 1878, в день коли йому виповнилося 20 років, вирушив у навколосвітнє плавання і провів 5 років на фрегаті «Князь Пожарський», на фрегаті «Мінін», на кліпері «Пластун» та інших судах. Закінчилося навколосвітнє плавання 29 червня 1883.

### У Миколаївській морської академії та Пулковській обсерваторії
У жовтні 1884 зарахований слухачем Миколаївської морської академії, де вивчав гідрографію. Закінчив академію в 1886 по першому розряду.
З 1887 по 1889 прослухав в Головній астрономічній обсерваторії в Пулково курс практичної астрономії і геодезії. 19 грудня 1888 публічно захистив дисертацію в Миколаївській морській академії.

### Відрядження до Європи
Двічі був відряджений до Європи з метою вивчення стану гідрографії.

### Експедиція на Онезьке озеро
У 1891 - 1894  очолював роботи по зйомці Онезького озера.

### Експедиція на Байкал
У 1895 році разом з Ю.М. Шокальськоим написав проєкт гідрографічних досліджень озера Байкал.
Керував гідрографічною експедицією на озері Байкал (1896 - 1902
).
Відіграв помітну роль у долі дослідника Георгія Сєдова.

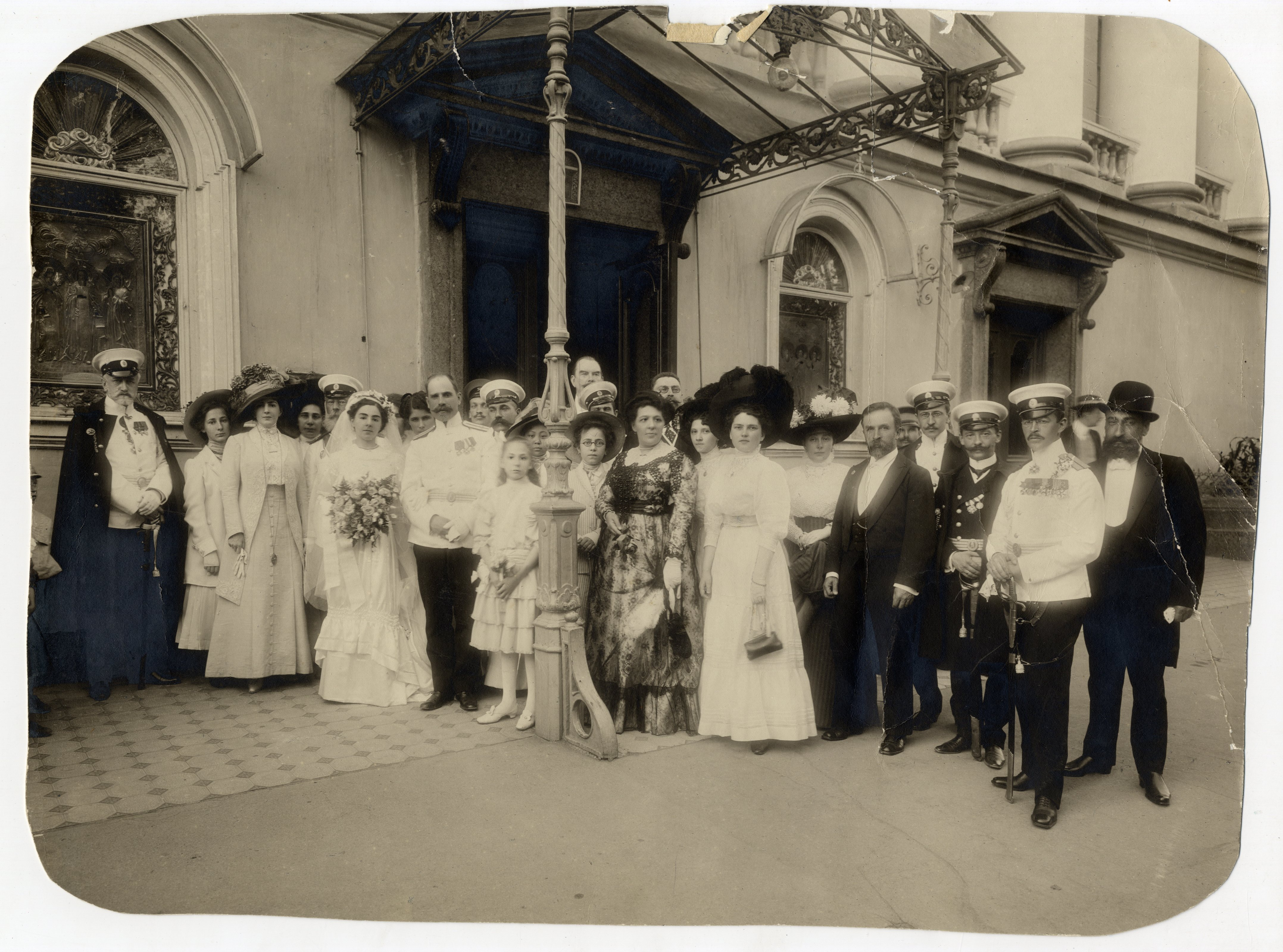
Федір Дриженко (5-й зліва, за молодою) на весіллі Георгія Сєдова

### Після Байкалу
З 1903 до 1904 керував Гідрографічною експедицією Північного Льодовитого океану. З 1905 до 1908 був начальником Окремої зйомки Білого моря. З 1908 до 1912  — помічник начальника Головного гідрографічного управління. З 1912 — начальник Окремої зйомки Мурманського берега.
У травні 1917 в званні генерала Корпусу гідрографів вийшов у відставку.

## У відставці
Разом з сім'єю переїхав до Красноярська до свого племінника — С. Г. Дриженка, який обіймав посаду архітектора міста Красноярська.
У Красноярську поступив на службу в Окремий Об-Єнісейський гідрографічний загін, працював обчислювачем, начальником бази, керував гідрографічними дослідженнями сибірських річок. Служив в Комітеті Північного морського шляху при Сібревкомі.
Помер від запалення легень. Похований на Троїцькому цвинтарі Красноярська.
Його брат Петро Кирилович Дриженко, який жив у Петербурзі, згідно словника С. Венгерова писав на теми залізничного господарства.

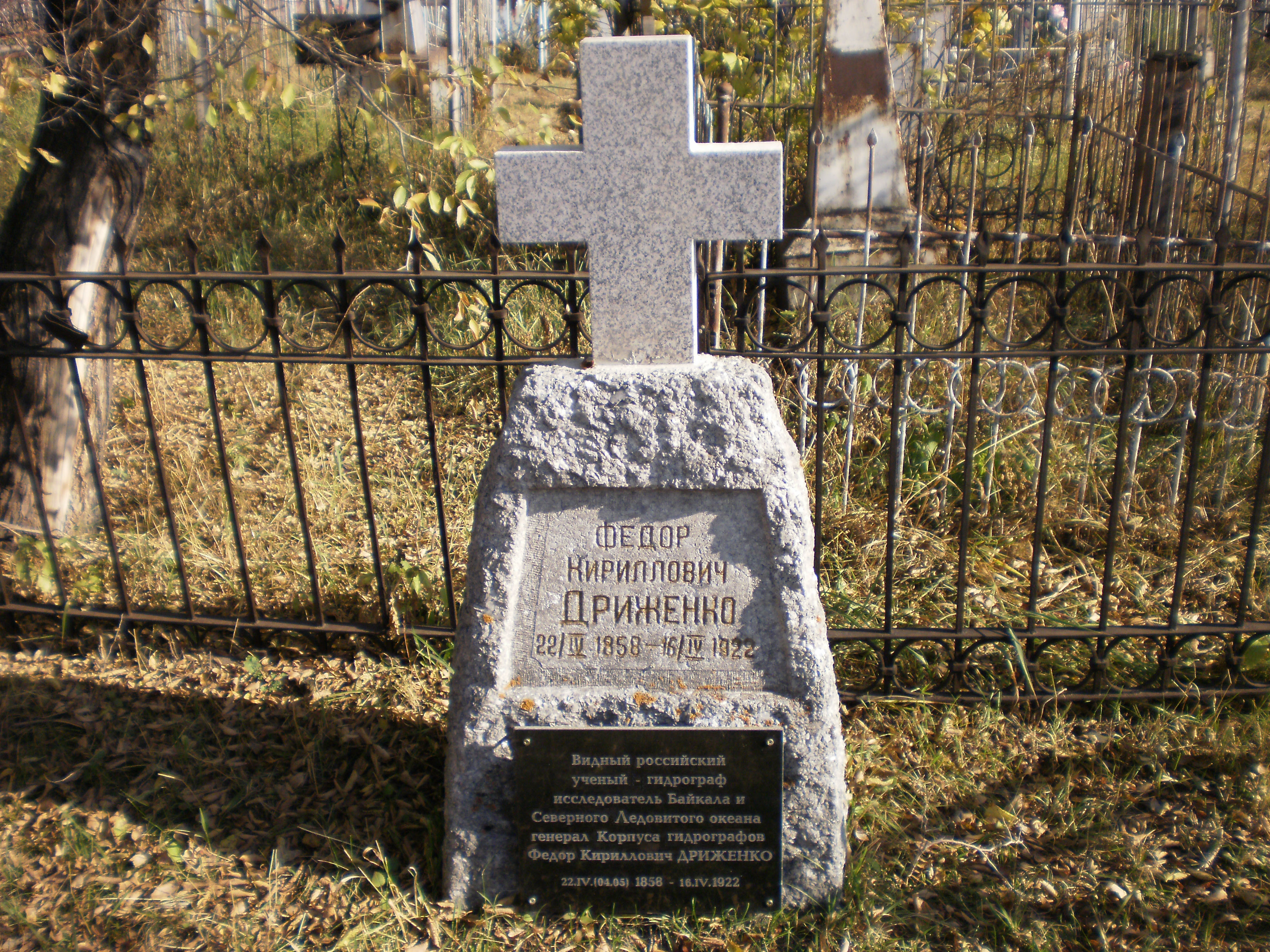
Місце поховання

## У наукових організаціях
- 16 січня 1891 обраний дійсним членом  Імператорського Російського географічного товариства.
- 17 лютого 1894 обраний дійсним членом Російського астрономічного товариства. Пізніше став довічним дійсним членом.
- 1906 - 1907 - входив до складу комісії Верховского з освоєння  Північного морського шляху.
- 1909 - призначений постійним представником Росії в міжнародній комісії з судноплавства в Брюсселі.
- 1912 - представляв Росію на Міжнародній морській конференції в Санкт-Петербурзі.